# إمبوريا
إمبوريا (فيرجينيا) (بالإنجليزية: Emporia, Virginia) هي مدينة تقع في الولايات المتحدة في فيرجينيا. يقدر عدد سكانها بـ 5,927 نسمة وترتفع عن سطح البحر 39 متر.

## التركيبة السكانية
حدّد مكتب تعداد الولايات المتحدة بيانات التركيبة السكانية لإمبوريا في تعداد الولايات المتحدة. في ما يلي، التركيبة السكانية حسب تعدادي 2000 و2010.

### تعداد عام 2000
بلغ عدد سكان إمبوريا 5,665 نسمة بحسب تعداد عام 2000، وبلغ عدد الأسر 2,226 أسرة وعدد العائلات 1,406 عائلة مقيمة في المدينة. في حين سجلت الكثافة السكانية 313.9 نسمة لكل كيلومتر مربع (813.0/ميل2). وبلغ عدد الوحدات السكنية 2,412 وحدة بمتوسط كثافة قدره 133.6 لكل كيلومتر مربع (346.0/ميل2).
وتوزع التركيب العرقي للمدينة بنسبة 42.45% من البيض و56.15% من الأمريكيين الأفارقة و0.07% من الأمريكيين الأصليين و0.53% من الأمريكيين ذوي الأصول الآسيوية و0.07% من سكان جزر المحيط الهادئ و0.30% من الأعراق الأخرى و0.42% من عرقين مختلطين أو أكثر و1.48% من الهسبانيون أو اللاتينيون من أي عرق.
بلغ عدد الأسر 2,226 أسرة كانت نسبة 34.1% منها لديها أطفال تحت سن الثامنة عشر تعيش معهم، وبلغت نسبة الأزواج القاطنين مع بعضهم البعض 37.5% من أصل المجموع الكلي للأسر، ونسبة 21% من الأسر كان لديها معيلات من الإناث دون وجود شريك، بينما كانت نسبة 4.6% من الأسر لديها معيلون من الذكور دون وجود شريكة وكانت نسبة 36.8% من غير العائلات. تألفت نسبة 32.2% من أصل جميع الأسر من عدة أفراد يعيشون في نفس المنزل ونسبة 17.4% كانت تتألف من شخص يعيش بمفرده يبلغ من العمر 65 عاماً أو أكثر. وبلغ متوسط حجم الأسرة المعيشية 2.43، أما متوسط حجم العائلات فبلغ 3.05.
بلغ العمر الوسطي للسكان 38.8 عاماً. وكانت نسبة 25.2% من القاطنين تحت سن الثامنة عشر، وكانت نسبة 8% بين الثامنة عشر والرابعة والعشرين عاماً، ونسبة 25.4% كانت واقعةً في الفئة العمرية ما بين الخامسة والعشرين والرابعة والأربعين عاماً، ونسبة 20% كانت ما بين الخامسة والأربعين والرابعة والستين، ونسبة 16.9% كانت ضمن فئة الخامسة والستين عاماً فما فوق. يوجد لكل 100 أنثى 85.2 ذكر، ويوجد لكل 100 أنثى في الثامنة عشر من عمرها فما فوق 80.1 ذكر.
بلغ متوسط دخل الأسرة في المدينة 30,333 دولارًا، أما متوسط دخل العائلة فبلغ 35,743 دولارًا. وكان متوسط دخل الذكور 27,772 دولارًا مقابل 21,657 دولارًا للإناث. وسجل دخل الفرد الخاص بالمدينة 15,377 دولارًا. وكانت نسبة 11.4% من العائلات ونسبة 16% من السكان تحت خط الفقر، وكان من هؤلاء نسبة 21.9% تحت سن الثامنة عشر ونسبة 14.5% في الخامسة والستين من العمر وما فوق.

### تعداد عام 2010
بلغ عدد سكان إمبوريا 5,927 نسمة بحسب تعداد عام 2010، وبلغ عدد الأسر 2,316 أسرة وعدد العائلات 1,440 عائلة مقيمة في المدينة. في حين سجلت الكثافة السكانية 328.4 نسمة لكل كيلومتر مربع (850.6/ميل2). وبلغ عدد الوحدات السكنية 2,565 وحدة بمتوسط كثافة قدره 142.1 لكل كيلومتر مربع (368.0/ميل2).
وتوزع التركيب العرقي للمدينة بنسبة 32.68% من البيض و62.53% من الأمريكيين الأفارقة و0.32% من الأمريكيين الأصليين و0.73% من الأمريكيين ذوي الأصول الآسيوية و0.07% من سكان جزر المحيط الهادئ و2.14% من الأعراق الأخرى و1.54% من عرقين مختلطين أو أكثر و4.42% من الهسبانيون أو اللاتينيون من أي عرق.
بلغ عدد الأسر 2,316 أسرة كانت نسبة 34.3% منها لديها أطفال تحت سن الثامنة عشر تعيش معهم، وبلغت نسبة الأزواج القاطنين مع بعضهم البعض 31.5% من أصل المجموع الكلي للأسر، ونسبة 24.9% من الأسر كان لديها معيلات من الإناث دون وجود شريك، بينما كانت نسبة 5.8% من الأسر لديها معيلون من الذكور دون وجود شريكة وكانت نسبة 37.8% من غير العائلات. تألفت نسبة 32.6% من أصل جميع الأسر من عدة أفراد يعيشون في نفس المنزل ونسبة 14.6% كانت تتألف من شخص يعيش بمفرده يبلغ من العمر 65 عاماً أو أكثر. وبلغ متوسط حجم الأسرة المعيشية 2.45، أما متوسط حجم العائلات فبلغ 3.08.
بلغ العمر الوسطي للسكان 37.9 عاماً. وكانت نسبة 25.8% من القاطنين تحت سن الثامنة عشر، وكانت نسبة 8.9% بين الثامنة عشر والرابعة والعشرين عاماً، ونسبة 23.5% كانت واقعةً في الفئة العمرية ما بين الخامسة والعشرين والرابعة والأربعين عاماً، ونسبة 24.9% كانت ما بين الخامسة والأربعين والرابعة والستين، ونسبة 16.9% كانت ضمن فئة الخامسة والستين عاماً فما فوق. وتوزع التركيب الجنسي للسكان بنسبة 46.1% ذكور و53.9% إناث.

## المناخ
يظهر الجدول التالي التغييرات المناخية على مدار السنة لإمبوريا:
| البيانات المناخية لـإمبوريا                 | البيانات المناخية لـإمبوريا | البيانات المناخية لـإمبوريا | البيانات المناخية لـإمبوريا | البيانات المناخية لـإمبوريا | البيانات المناخية لـإمبوريا | البيانات المناخية لـإمبوريا | البيانات المناخية لـإمبوريا | البيانات المناخية لـإمبوريا | البيانات المناخية لـإمبوريا | البيانات المناخية لـإمبوريا | البيانات المناخية لـإمبوريا | البيانات المناخية لـإمبوريا | البيانات المناخية لـإمبوريا |
| الشهر                                       | يناير                       | فبراير                      | مارس                        | أبريل                       | مايو                        | يونيو                       | يوليو                       | أغسطس                       | سبتمبر                      | أكتوبر                      | نوفمبر                      | ديسمبر                      | المعدل السنوي               |
| ------------------------------------------- | --------------------------- | --------------------------- | --------------------------- | --------------------------- | --------------------------- | --------------------------- | --------------------------- | --------------------------- | --------------------------- | --------------------------- | --------------------------- | --------------------------- | --------------------------- |
| الدرجة القصوى °ف (°م)                       | 81 (27)                     | 82 (28)                     | 89 (32)                     | 95 (35)                     | 95 (35)                     | 103 (39)                    | 109 (43)                    | 103 (39)                    | 100 (38)                    | 96 (36)                     | 85 (29)                     | 80 (27)                     | 109 (43)                    |
| متوسط درجة الحرارة الكبرى °ف (°م)           | 49.4 (9.7)                  | 53.2 (11.8)                 | 61.2 (16.2)                 | 70.7 (21.5)                 | 78.1 (25.6)                 | 85.9 (29.9)                 | 89.5 (31.9)                 | 87.9 (31.1)                 | 81.9 (27.7)                 | 72.0 (22.2)                 | 62.9 (17.2)                 | 52.8 (11.6)                 | 70.5 (21.4)                 |
| متوسط درجة الحرارة الصغرى °ف (°م)           | 27.2 (−2.7)                 | 29.3 (−1.5)                 | 36.1 (2.3)                  | 44.7 (7.1)                  | 54.0 (12.2)                 | 63.1 (17.3)                 | 68.0 (20.0)                 | 65.9 (18.8)                 | 59.0 (15.0)                 | 46.8 (8.2)                  | 37.7 (3.2)                  | 30.1 (−1.1)                 | 46.8 (8.2)                  |
| أدنى درجة حرارة °ف (°م)                     | −4 (−20)                    | 0 (−18)                     | 12 (−11)                    | 21 (−6)                     | 32 (0)                      | 41 (5)                      | 50 (10)                     | 44 (7)                      | 34 (1)                      | 23 (−5)                     | 12 (−11)                    | −10 (−23)                   | −10 (−23)                   |
| الهطول إنش (مم)                             | 3.31 (84)                   | 3.04 (77)                   | 3.76 (96)                   | 3.27 (83)                   | 3.85 (98)                   | 3.68 (93)                   | 5.23 (133)                  | 4.73 (120)                  | 4.05 (103)                  | 2.90 (74)                   | 2.92 (74)                   | 3.21 (82)                   | 43.96 (1٬117)               |
| متوسط تساقط الثلوج إنش (سم)                 | 2.4 (6.1)                   | 1.9 (4.8)                   | 0.9 (2.3)                   | 0.1 (0.25)                  | 0.0 (0.0)                   | 0.0 (0.0)                   | 0.0 (0.0)                   | 0.0 (0.0)                   | 0.0 (0.0)                   | 0.0 (0.0)                   | 0.1 (0.25)                  | 1.2 (3.0)                   | 6.6 (17)                    |
| المصدر: The Western Regional Climate Center |                             |                             |                             |                             |                             |                             |                             |                             |                             |                             |                             |                             |                             |

## أعلام
- إليوت سادلر
- موريس هيكس
- جون داي
- هنري جوردن
- توم ستيث